# Maculonaclia viettei
Maculonaclia viettei là một loài bướm đêm thuộc phân họ Arctiinae, họ Erebidae.